# Xenocoeloma brumpti
Xenocoeloma brumpti is een eenoogkreeftjessoort uit de familie van de Xenocoelomatidae. De wetenschappelijke naam van de soort is voor het eerst geldig gepubliceerd in 1915 door Caullery & Mesnil.